# Anna Maria von Hessen-Kassel
Anna Maria von Hessen-Kassel (* 27. Januar 1567 in Kassel; † 21. November 1626 in Neunkirchen) war eine Prinzessin von Hessen-Kassel und durch Heirat Gräfin von Nassau-Weilburg.

## Leben
Anna Maria war die älteste Tochter des Landgrafen Wilhelm IV. von Hessen-Kassel (1532–1592) aus dessen Ehe mit Sabina (1549–1581), Tochter des Herzogs Christoph von Württemberg. Sie wurde am 2. Februar getauft. Ihre Taufpaten waren ihre Großmutter mütterlicherseits Anna Maria, ihre Tante Hedwig und Anna, die Witwe von Graf Philipp III. von Waldeck-Eisenberg.
Sie heiratete am 8. Juni 1589 in Kassel Graf Ludwig II. von Nassau-Weilburg (1565–1627), der Anna Maria während seiner Grand Tour kennenlernte und dabei bei Anna Marias Vater und ihrem Onkel Ludwig wohlwollend aufgenommen wurde. Im Jahr 1590 war das Paar zu Ludwigs Vater Albrecht nach Ottweiler gezogen und im Jahr 1593 übernahm Ludwig die Regierung in Nassau-Weilburg.
Anna Maria machte sich um die Armenfürsorge verdient und richtete eine Hofapotheke ein.
1626 floh Anna Maria vor der Pest aus Saarbrücken nach Neunkirchen, wo sie jedoch daran verstarb. Bestattet ist Anna Maria in der Gruft der Stiftskirche Sankt Arnual in Saarbrücken, in der sie für drei ihrer Kinder einige Jahre zuvor ein beeindruckendes Grabmal errichten ließ, in welchem später auch ihr Grabmal eingefügt wurde.

## Nachkommen

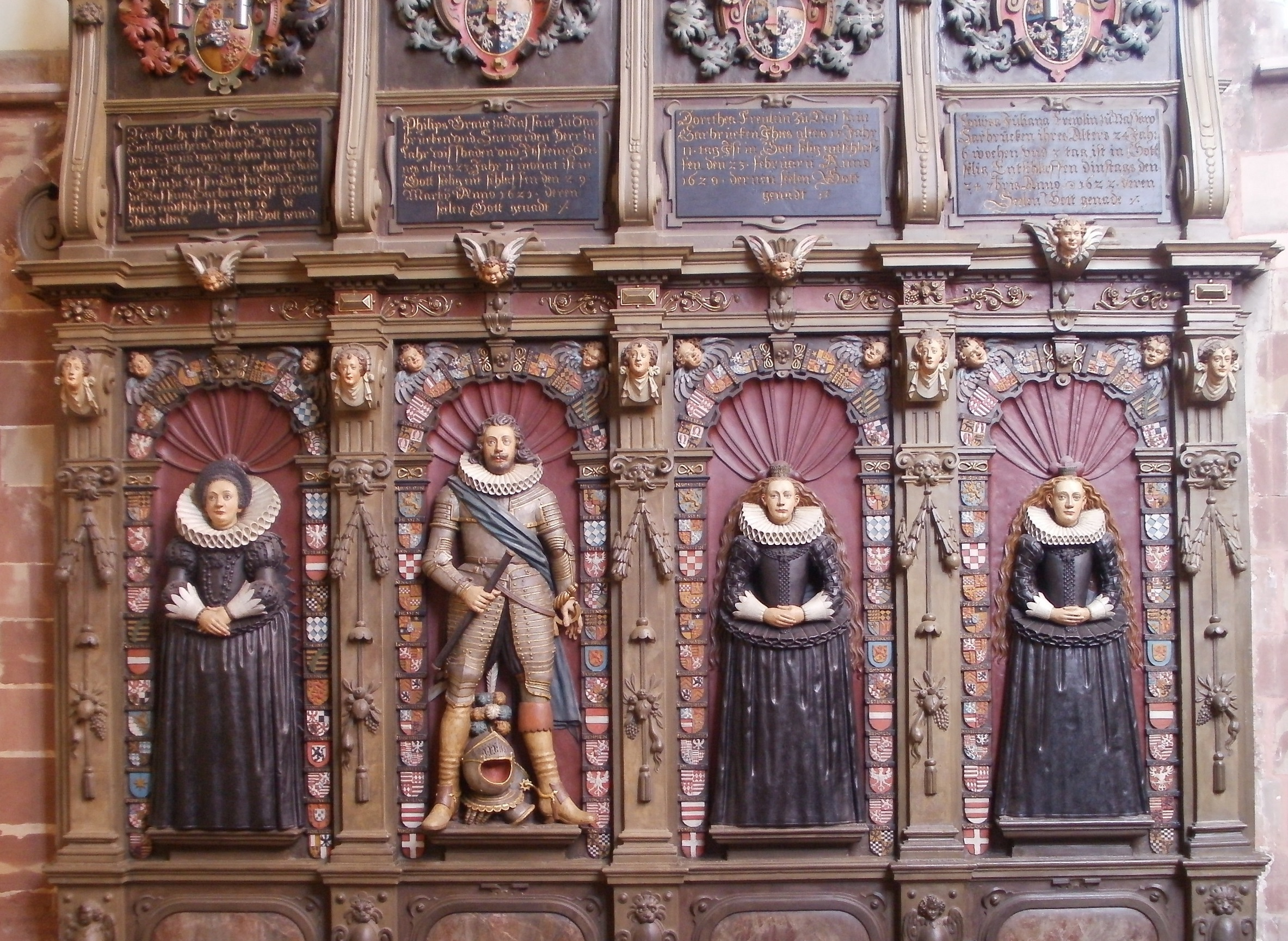
Grabmal von Gräfin Anna Maria in der Stiftskirche St. Arnual, Saarbrücken, neben ihren Kindern Philipp († 1621), Dorothea († 1620) und Juliana († 1622)

Anna Maria hatte aus ihrer Ehe folgende vierzehn Kinder:
- Wilhelm Ludwig (1590–1640), Graf von Nassau-Saarbrücken

⚭ 1615 Markgräfin Anna Amalie von Baden-Durlach (1595–1651)
- Anna Sabine (1591–1593)
- Albrecht (1593–1595)
- Sophie Amalie (1594–1612)
- Georg Adolf (1595–1596)
- Philipp (1597–1621)
- Luise Juliane (1598–1622)
- Moritz (1599–1601)
- Ernst Karl (1600–1604)
- Marie Elisabeth (1602–1626)

⚭ 1624 Graf Friedrich X. von Leiningen-Dagsburg (1593–1651)
- Johann (1603–1677), Graf von Nassau-Idstein

⚭ 1. 1629  Markgräfin Sibylle Magdalene von Baden-Durlach (1605–1644)
⚭ 2. 1646 Gräfin Anna von Leiningen-Dagsburg (1625–1668)
- Dorothea (1605–1620)
- Ernst Casimir (1607–1655), Graf von Nassau-Weilburg

⚭ 1634 Gräfin Anna Maria von Sayn-Wittgenstein-Hachenburg (1610–1656)
- Otto (1610–1632), Graf von Nassau-Weilburg in Neuweilnau